# ターミナル・トラクター

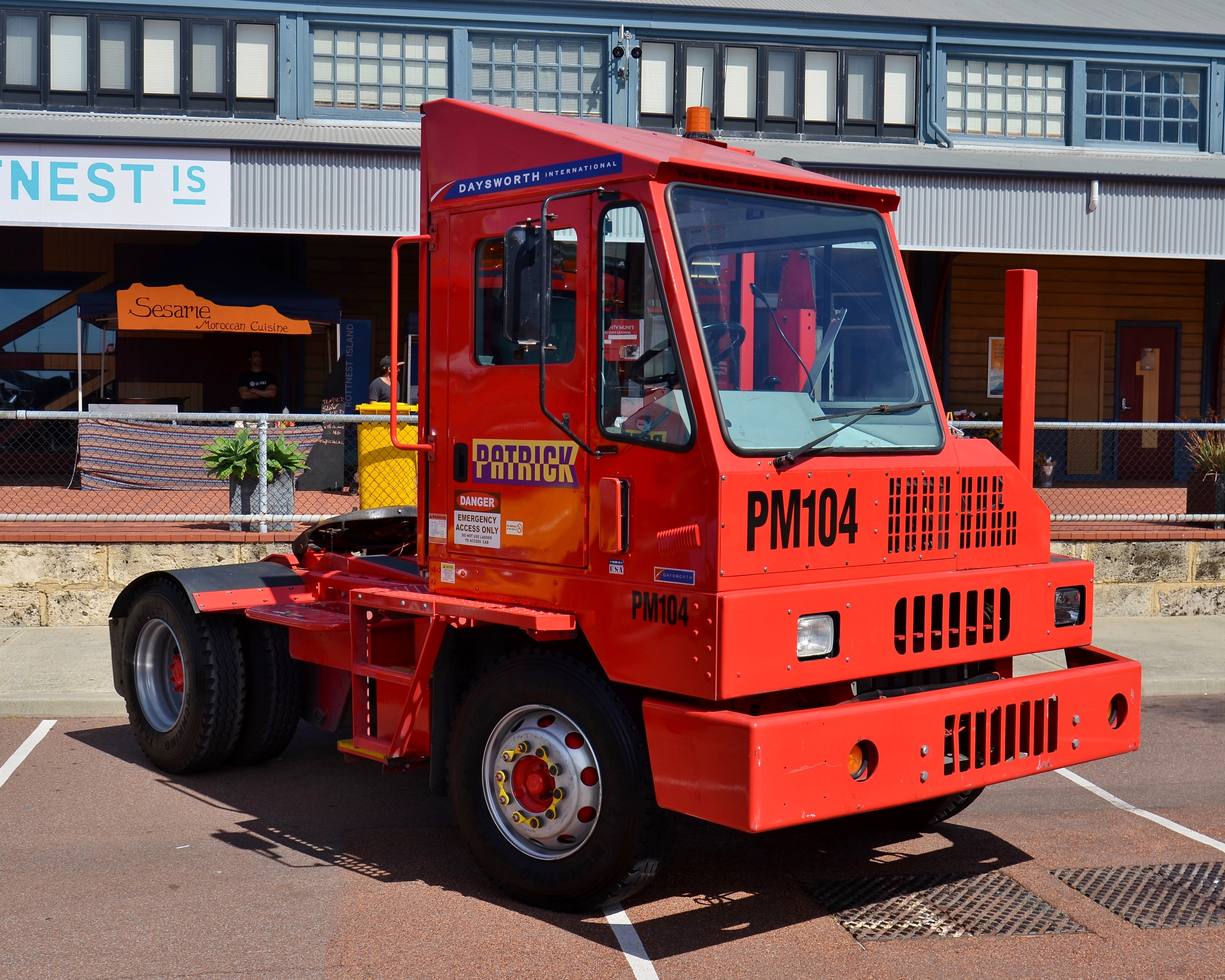
パトリック製ターミナルトラクター

ターミナル・トラクター（英:Terminal tractor）は、港湾施設内のコンテナヤードやインターモーダル施設などで輸送コンテナを移動させるために使用される特殊車両。セミトレーラー（セミ＝トラクタ＝トレーラー・トラック）と同じ構造であり、車両には走行用のエンジンが搭載され、コンテナシャーシを連結させることができる第五輪（カップリング、カプラ）が取り付けられている。「RO-ROトラクター」や「港湾トラクター」などとも呼ばれる。
構内作業のみに使用されることを念頭に開発が行われており、大半の車両は移動速度が低速に制限され、公道で走行するための保安部品が省略されている車両などもあり、基本的に公道で使用することはできない。作業目的は入換機関車やターレットトラック、フォークリフト、トップリフター、リーチスタッカー、ストラドルキャリアなどに相当する。

## セミトラクターとの違い

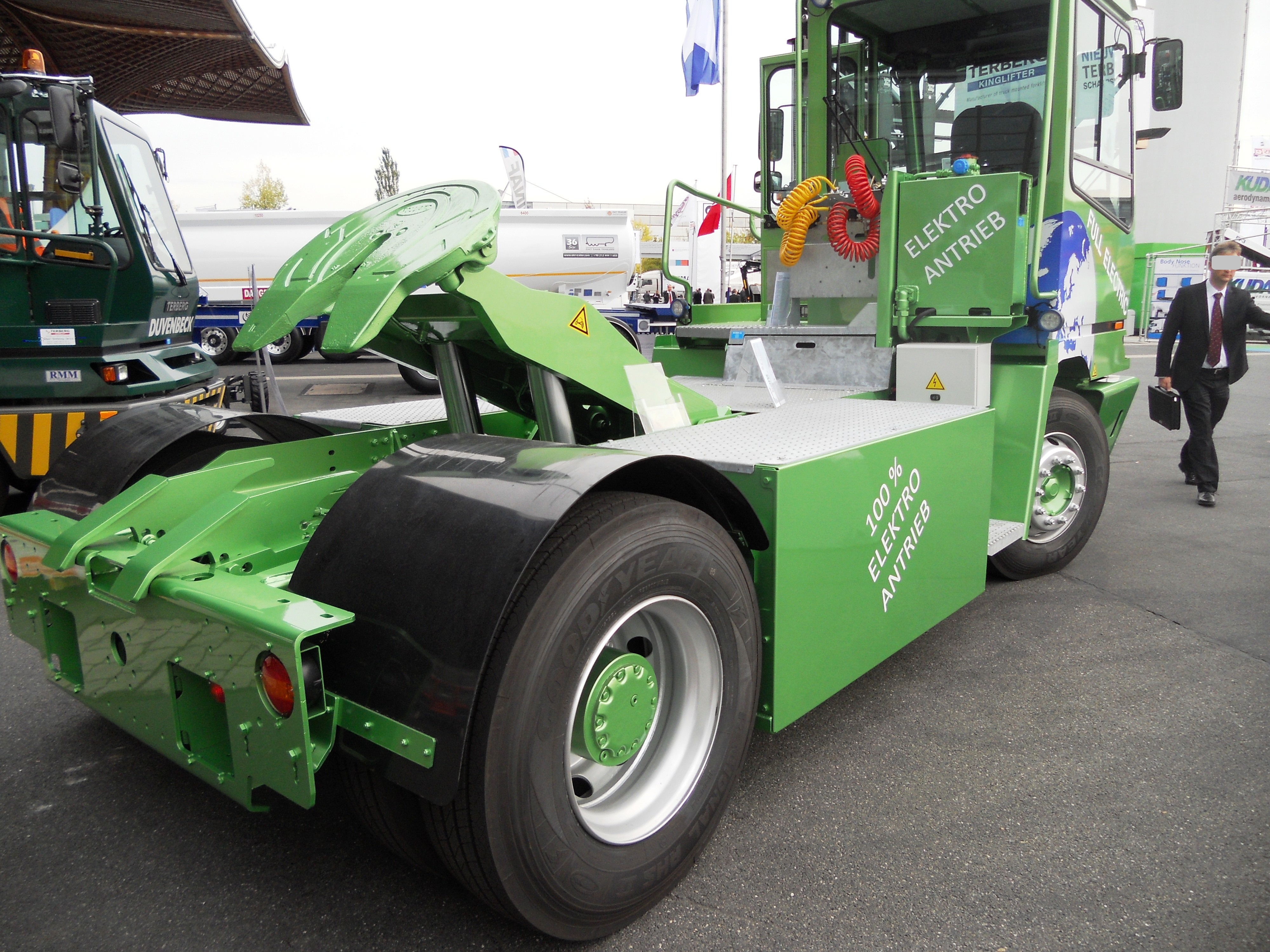
IAA 2012で展示されたテルベルク製T/Tのカップリング部

- 産業用ディーゼルエンジンと自動変速機の組み合わせによる低速で高トルクを出力することが可能となるエンジン[3]。
- フェリーやヤード内などの狭小空間で視認性を向上させる360度の視界が確保されオフセットされたL字型キャビン[1][4]。
- 連結作業に適した運転台が180度回転する機構[3]。
- 重量物を取り扱うため、作業環境を安全に保護するため肉厚の鋼鈑で構築されたキャビン[4][5]。
- 非常に短いホイールベース[4]。
- トレーラーシャーシに容易にアクセスできるキャビン後部に取り付けられた大型スライドドア[4]。
- 様々なトレーラーシャーシに対応するための油圧リフト機構付きのカップリング[3][4]。

また、公道を走行する必要性が無いため通常最高速度は40キロ以下に制限されている。なおこれら違いはメーカーにより多少異なる。

## 製造メーカー
オートカー・カンパニー、オタワ・トラックス（現カルマー）、ホイスト、パトリック、テルベルク、カルマー、シス（現カルマー）や、この他にも各種製造メーカーが存在する。代替燃料車両やEV車両なども製造されており、遠隔運用が行われている地域などもある。

## 画像

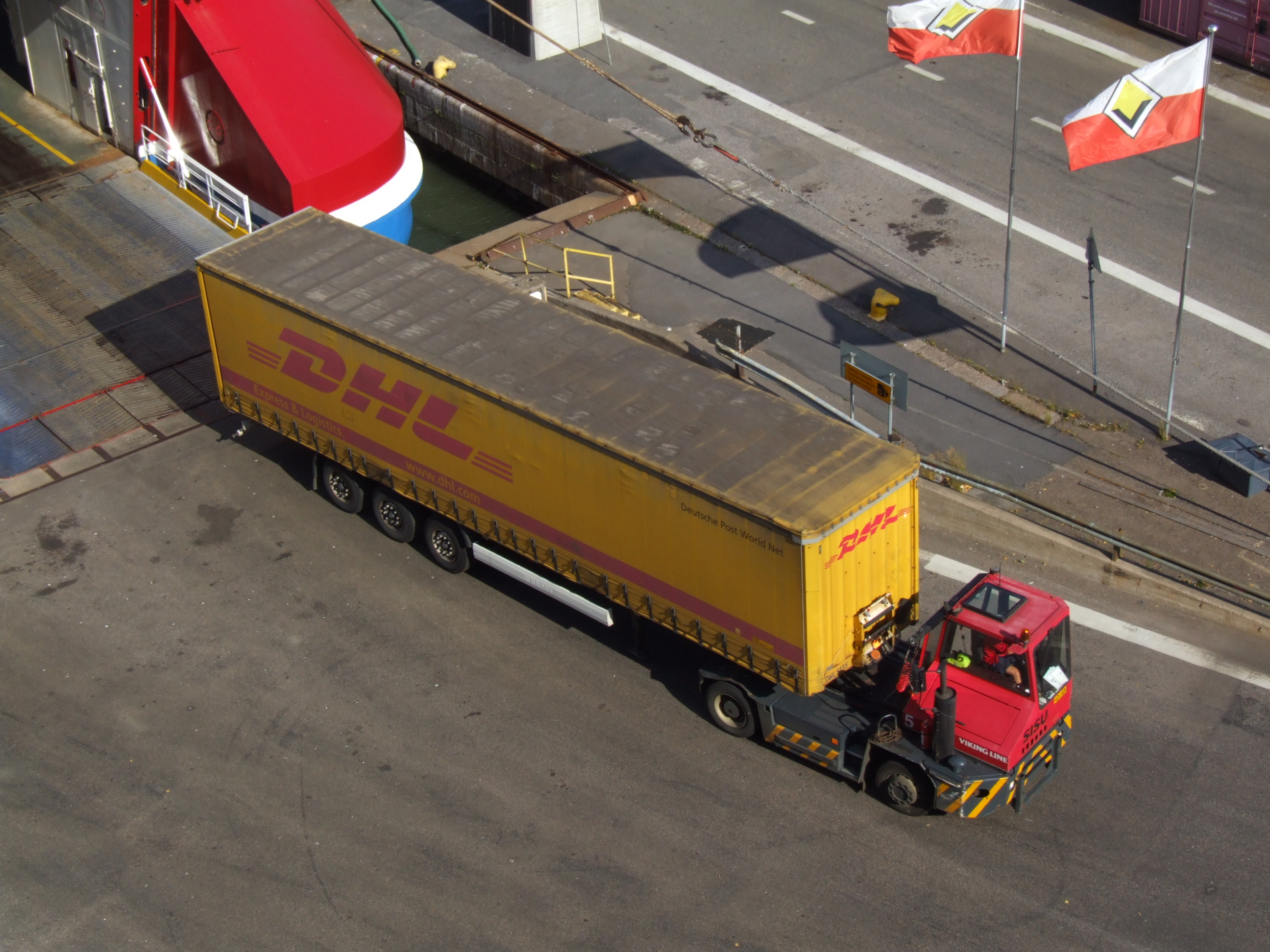
ヘルシンキでフェリーから降ろされるDHLのトレーラーを牽引するターミナルトラクター
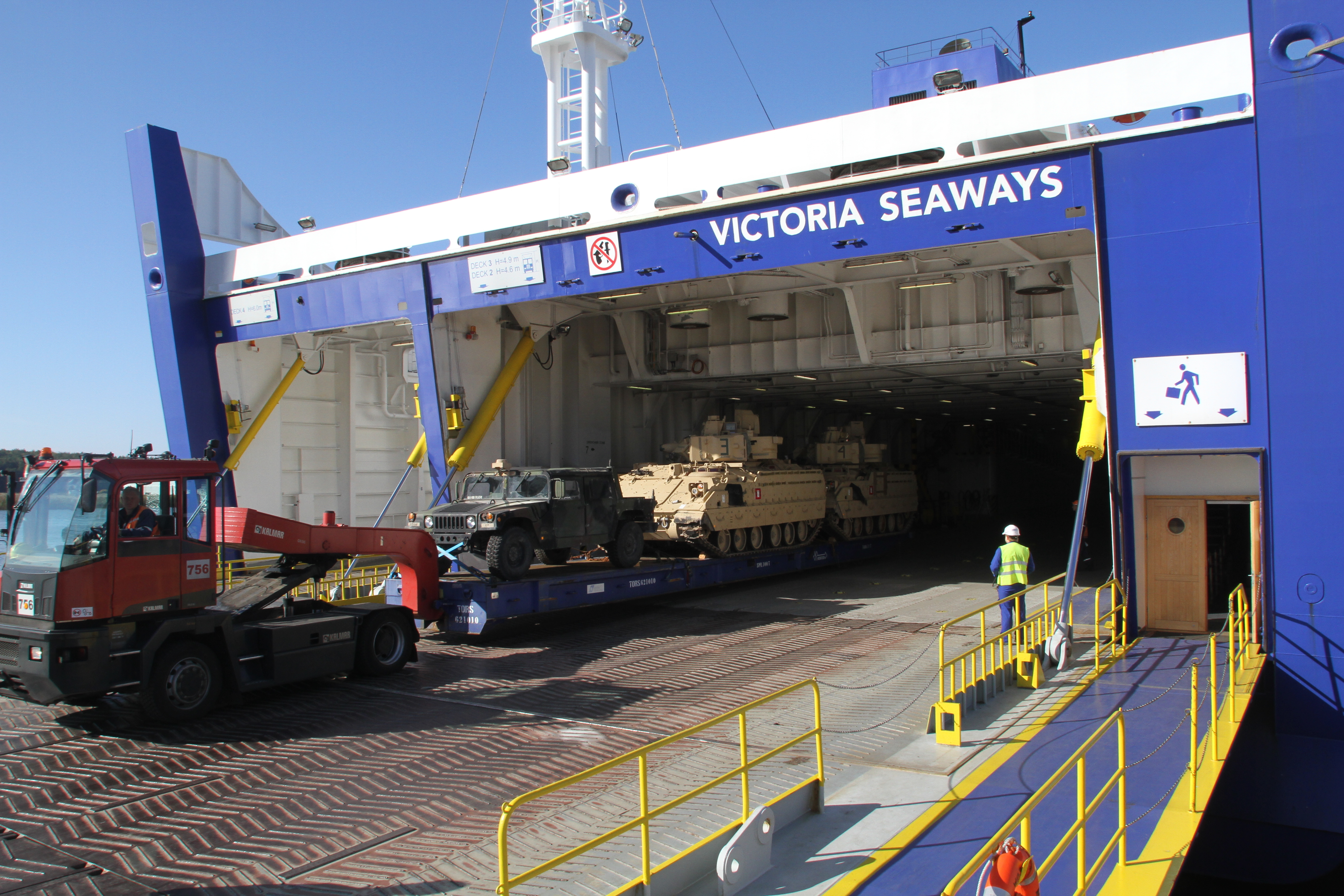
バルト3国での演習のため欧州でフェリーから降ろされるアメリカ軍の戦闘車両を牽引するターミナルトラクター。低床トレーラーのためカプラーのリフトアップが行われている。
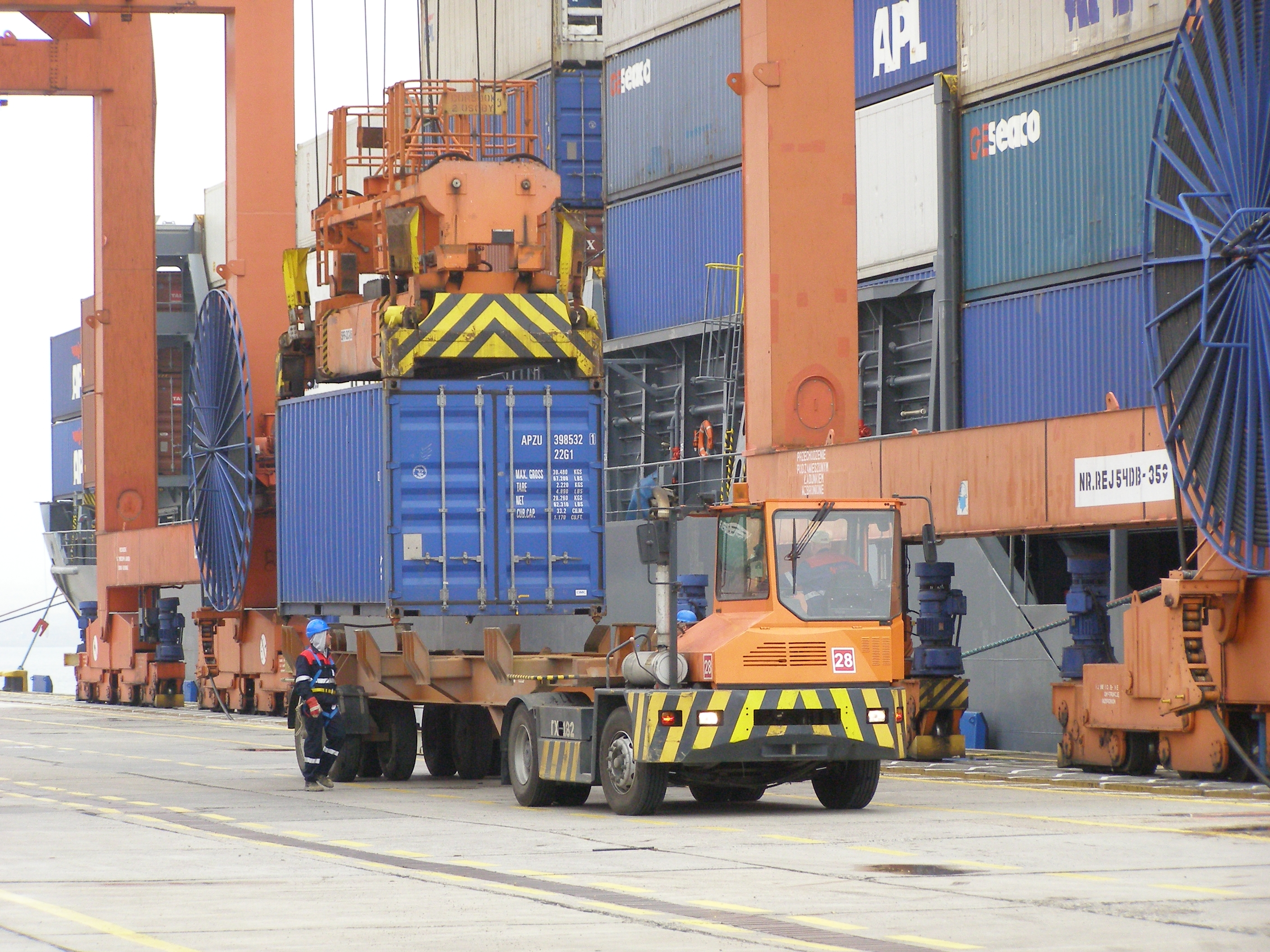
ポーランドのグディニャ港でコンテナを搭載中のターミナルトラクター。搭載作業確認のため運転台が180度回転している。
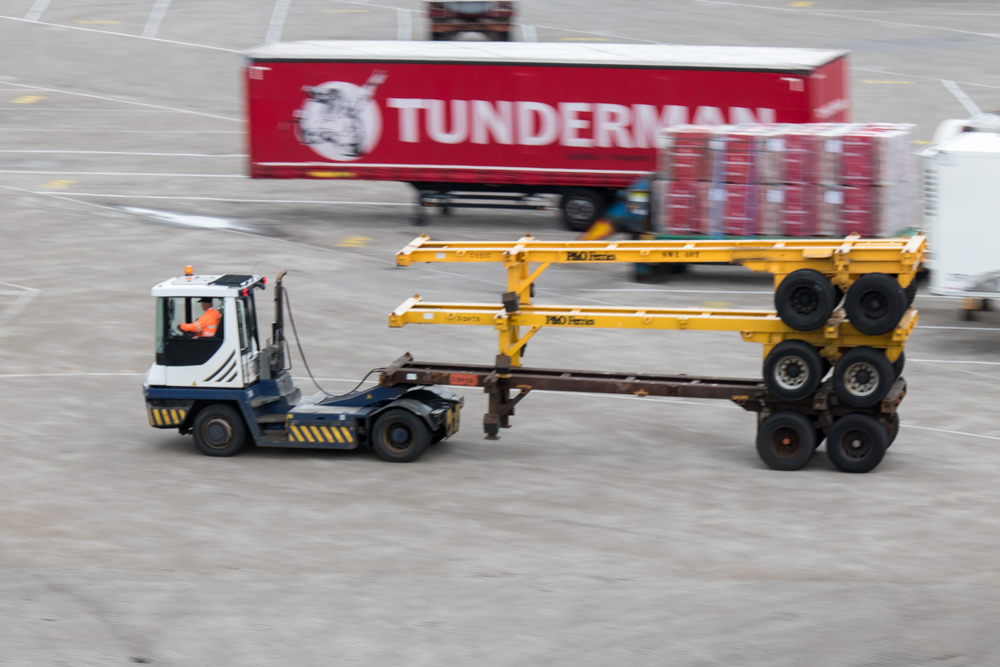
空シャーシを積み重ね回送中のターミナルトラクター
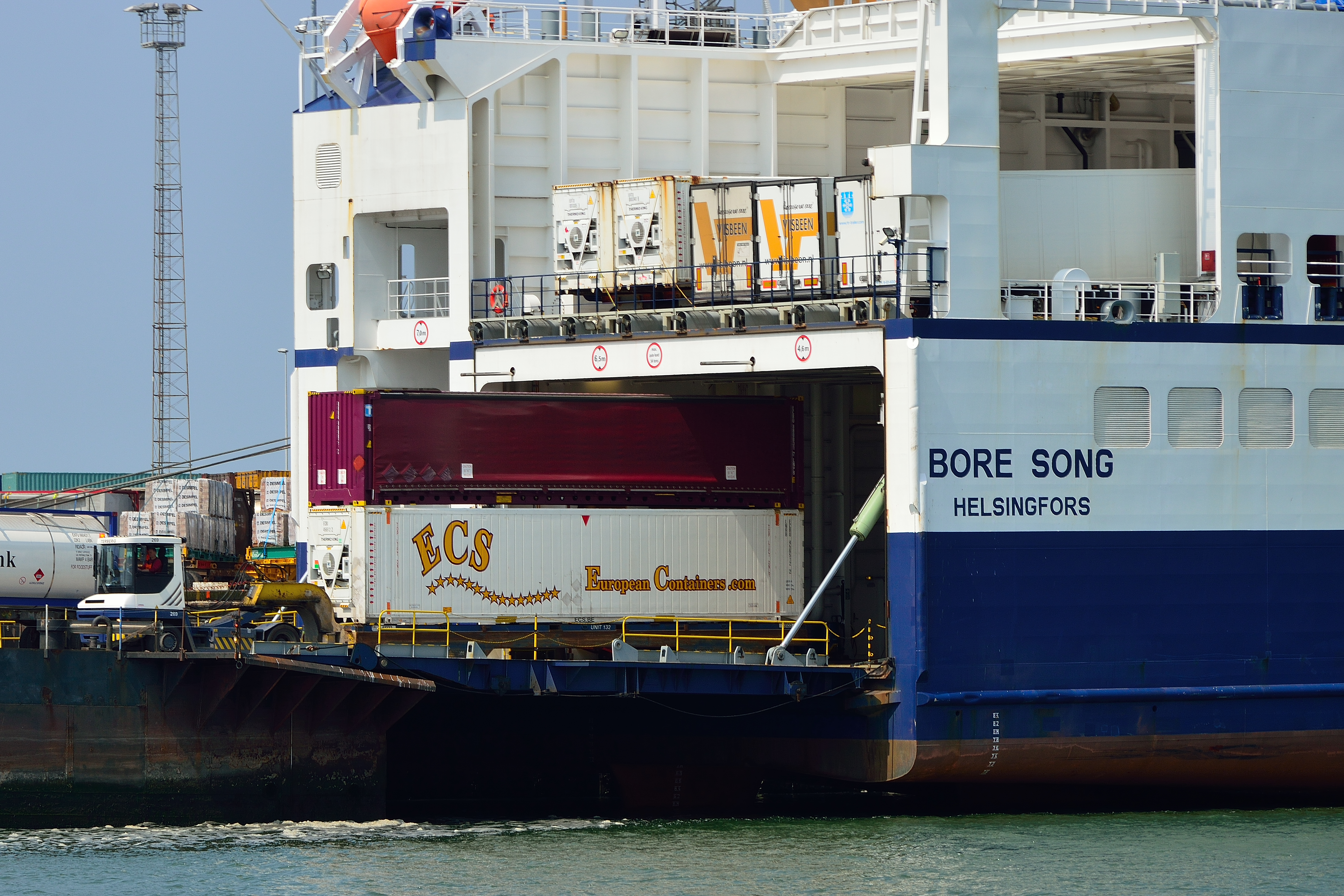
ベルギーのゼーブルッヘでフェリーから下船したターミナルトラクター